# Amalienhof (Bartholomä)
Amalienhof ist ein Teilort von Bartholomä im Ostalbkreis in Baden-Württemberg.

## Lage und Beschreibung
Der Ort liegt auf der Schwäbischen Alb und schließt entlang der L 1165 nach Steinheim am Albuch im Südosten an Bartholomä selbst an. Der Ort umfasst ein Feriendorf, einen Campingplatz und den Flugplatz Bartholomä-Amalienhof.

## Geschichte
Erste Erwähnung findet der Ort im Jahre 1866; er kann nur wenig zuvor angelegt worden sein, da er in der Oberamtsbeschreibung von 1854 nicht erwähnt wird.
Bis 1979 gehörte der Ort zu Lauterburg und damit seit 1971 zu Essingen.